# Lectura
La lectura o lectio è un genere didattico giuridico.
Sviluppatosi nel XIII secolo, la lectura non era solo una spiegazione del testo attraverso le parole ma presso certi autori era divenuta anche illustrazione dell'intera legge. Giovanni Bassiano è considerato il primo innovatore della tradizione bolognese che cominciava le sue lezioni ponendo un casus discutendone poi i contraria e infine enunciandone i casi di applicazione.
Il testo e la sua interpretazione non sono più al centro dello studio (come per anni è stato alla scuola di Bologna), il testo viene ora elaborato attraverso la lectura e la dialettica, grazie anche alla riscoperta di Aristotele. È iniziata così l'epoca dei commentatori, che trova nell'università di Orleans il principale luogo di sviluppo e diffusione del metodo della lectio.